# Aerodramus infuscatus
Aerodramus infuscatus là một loài chim trong họ Apodidae.